# Миконос (город)
Ми́конос (греч. Μύκονος) или Хо́ра (Χώρα) — малый город в Греции, на  западном побережье острова Миконос в архипелаге Киклады в Эгейском море. Расположен на высоте 13 м над уровнем моря. Административный центр острова и одноимённой ему общины в периферии Южные Эгейские острова. По переписи 2011 года в городе проживало 3783 человека.

## Экономика
Основу экономики города составляет международный туризм. В 1998 году в городе были построены объездная кольцевая дорога и новый порт.

## Достопримечательности

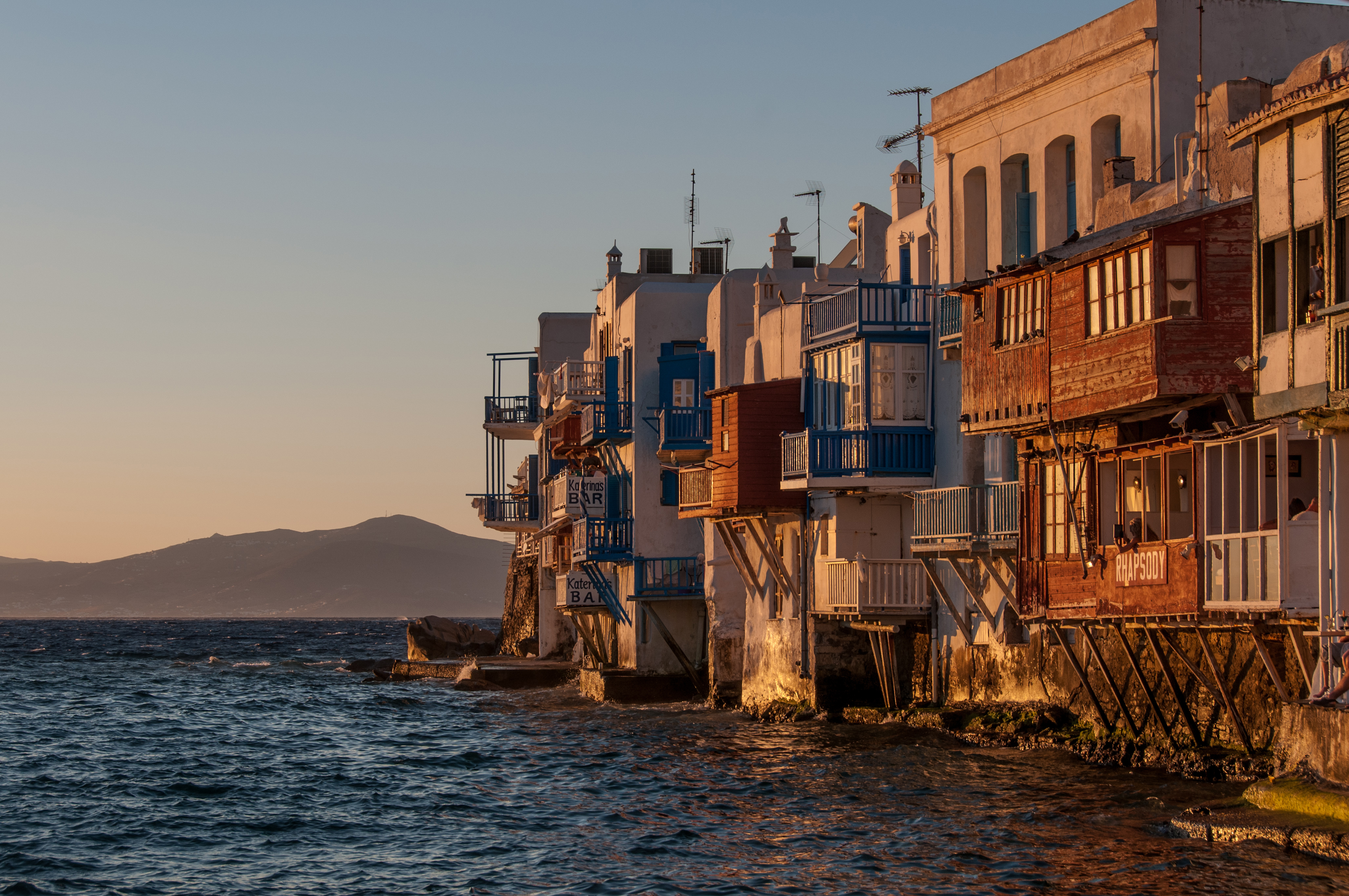
Закат в районе «Маленькая Венеция»

В городе имеется Археологический музей, Морской музей Эгейского моря, Музей фольклора, Музей ветряных мельниц и другие.
В районе «Маленькая Венеция» на улице Джованни Войновича находится здание бывшего российского консульства (ныне мэрия) и церковь, построенная графом Иваном Войновичем.

## Сообщество Микониос
Община (дим) Миконос (Δήμος Μυκόνου) создана 10 марта 1835 года (ΦΕΚ 4Α), после создания королевства Греция. 31 августа 1912 года (ΦΕΚ 261Α) община упразднена и создано сообщество Миконос (Κοινότητα Μυκόνου). 26 сентября 1946 года (ΦΕΚ 290Α) создана община Микониос (Δήμος Μυκονίων от Μυκόνιος — житель Миконоса). В сообщество входит 17 населённых пунктов и островов. Население человек по переписи 2011 года. Площадь 63,687 км².
| Населённый пункт              | Население (2011), человек |
| ----------------------------- | ------------------------- |
| Айос-Иоанис-Диакофтис         | 259                       |
| Айос-Стефанос                 | 178                       |
| Баос (на острове Айос-Еорьос) | 0                         |
| Дилос (остров)                | 24                        |
| Кавурас (остров)              | 0                         |
| Клувас                        | 953                       |
| Кромиди (остров)              | 0                         |
| Мармаронисио (остров)         | 0                         |
| Миконос                       | 3783                      |
| Орнос                         | 1025                      |
| Платус-Ялос                   | 833                       |
| Плиндри                       | 544                       |
| Псару                         | 20                        |
| Риния (остров)                | 0                         |
| Сфондили (остров)             | 0                         |
| Турлос                        | 669                       |
| Фарос-Арменистис              | 109                       |

## Население
| Год  | Население, человек |
| ---- | ------------------ |
| 1991 | 4011               |
| 2001 | 6541               |
| 2011 | ↘ 3783             |

### Известные уроженцы и жители
- Петр (Дактилидис) (1927—2012) — митрополит Христопольский.